# Ricardo Albisbeascoechea Pertica
Ricardo Raúl Albisbeascoechea Pertica, o Albis, (Mar del Plata, 18 d'agost de 1960) és un exfutbolista hispanoargentí, que ocupava la posició de migcampista.

## Trajectòria
Va iniciar la seua carrera en diversos equips argentins, com l'Independiente de Avellaneda o el Racing de Avellaneda. El 1982, després de formar al San Lorenzo, dona el salt a la primera divisió espanyola en fitxar pel CD Málaga.
Fins a la seua retirada el 1993, el migcampista militaria en diversos equips de les competicions espanyoles, tant de la màxima categoria com de Segona i Segona Divisió B.

### Equips
- 78/79 Independiente de Avellaneda
- 79/80 Atlético Kimberley
- 80/81 Racing de Avellaneda
- 81/82 San Lorenzo de Mar del Plata
- 82/85 CD Málaga
- 85/88 CD Logroñés
- 88/90 Reial Valladolid
- 90/91 Deportivo de La Corunya
- 91/92 CD Málaga
- 92/93 Balompédica Linense